# Inmarsat-3 F2
O Inmarsat-3 F2 é um satélite de comunicação marítima geoestacionário construído pela Lockheed Martin. Ele está localizado na posição orbital de 15 graus de longitude oeste e é operado pela Inmarsat. O satélite foi baseado na plataforma AS-4000 e sua expectativa de vida útil era de 13 anos.

## Lançamento
O satélite foi lançado com sucesso ao espaço no dia 06 de setembro de 1996, por meio de um veículo Proton-K/Blok-DM1 a partir do Cosmódromo de Baikonur, no Cazaquistão. Ele tinha uma massa de lançamento de 2 068 kg.

## Capacidade
O Inmarsat-3 F2 é equipado com 22 (+11) transponders em banda L (amplificadores de potência de 22W), uplink de banda C. 7 pontos de largura e um feixe mundial para fornecer transmissão, serviços de negócios e comunicações móveis sobre a região do Oceano Atlântico.